# Síndrome de Lown-Ganong-Levine
Síndrome de Lown-Ganong-Levine, é reconhecida pela presença de uma via elétrica acessória anormal, no qual liga os átrios com os ventrículos. No sistema elétrico normal do coração, o estímulo elétrico começa nos átrios (câmaras  menores e superiores do coração) e sofre uma redução no ponto do nodo atrioventricular, antes de alcançar aos ventrículos (câmaras maiores e inferiores do coração).
A via acessória, geralmente presente naqueles que são portadores da síndrome de Lown-Ganong-Levine, faz com que os impulsos elétricos do coração se acelerem, pois desvia este do nó atrioventricular. Essa alteração elétrica é denominada de pré-excitação (a síndrome de Wolff-Parkinson-White é outro exemplo de pré-excitação), como consequência desse processo, é o surgimento de  arritmias cardíacas que aceleram excessivamente o coração.

## Sinais e Sintomas
Os pacientes portadores dessa síndrome, comumente exibem uma alteração eletrocardiográfica característica (intervalo PR curto) e são assintomáticos fora das crises de arritmia. Como o coração tem anatomia e funções normais (não há alterações do ecocardiograma). Durante as suas crises, os portadores dessa síndrome podem sentir palpitações, tonturas, falta de ar,  sensação de que vai desmaiar, desmaio e, mais dificilmente, apresentam uma parada cardíaca.

## Tratamento
Além dos medicamentos antiarrítmicas, o estudo eletrofisiológico consegue identificar o local exato da via acessória e, eliminá-la, através de uma ablação por radiofrequência.